# Бокарев, Николай Петрович
Николай Петрович Бокарев (1895—1959) — советский государственный деятель, председатель Калужского горисполкома (1935—1936).

## Биография
Родился в Туле в 1895 г. Отец — фотограф, умер в 1902 г. Мать — прачка.
Образование — незаконченное среднее. Член ВКП(б) с 1924.
С 1908 г. работал в Туле учеником в фотомастерской, учеником слесаря депо Московско-Курской железной дороги (с 1911). В 1915 мобилизован на Западный фронт рядовым Севского пехотного полка. В декабре 1917 г. демобилизовался, работал в Туле помощником машиниста и машинистом Московско-Курской железной дороги. С 1924 — заведующий клубом им. Ленина в Туле, заведующий биржей труда.
В 1930—1934 гг. председатель РКК и РКИ Тепло-Огаревского и Пронского районов Московской области. В марте 1934 г. переведён в Калугу, работал до ноября 1935 г. инструктором РК ВКП(б). С ноября 1935 по август 1936 года председатель Калужского горисполкома.
Затем до декабря 1937 — председатель верёвочной артели, 1938 — май 1939 г. — заведующий отделом кадров горкомхоза, затем до ноября 1941 г. начальник треста банно-прачечного хозяйства.
В ноябре 1941 года эвакуировался в Свердловскую область. Там работал слесарем и начальником отдела кадров ремонтно-механического завода. С 1947 заведующий Горсобесом г. Каменск-Уральский.
Награждён медалью «За доблестный труд в Великой Отечественной войне 1941—1945 гг.»
Умер в Свердловске в феврале 1959 г.